# Мэн-да бэй-лу
Мэн-да бэй-лу (кит. трад. 蒙韃備錄, упр. 蒙鞑备录, пиньинь Měngdá Bèilù, буквально: «Полное описание монголо-татар»; 1221 г.) — записки китайского путешественника, южносунского посла, направленного к монгольскому наместнику в Северном Китае. Является древнейшим известным сочинением, специально посвящённым монголам.

## Авторство
В тексте записок автор три раза называет своё имя: Хун. Начиная с XIV века, когда Мэн-да бэй-лу было опубликовано учёным Тао Цзун-и (ок. 1320—1399) в сборнике древних и средневековых сочинений Шо-фу (1350/1366), автором записок считался сунский генерал Мэн Хун (1195—1244). Однако в 1926 г. Ван Го-вэем было отмечено, что в подробной биографии Мэн Хуна в Сун-ши нет упоминаний о его поездке к монголам в качестве посла. Ван Го-вэй предположил, что автором Мэн-да бэй-лу является, вероятно, Чжао Хун. Из Ци-дун е-юй («Слово восточноциского дикаря») писателя Чжоу Ми (вторая половина XIII в.) известно, что Чжао Хун был направлен Цзя Шэ, командующим сунскими пограничными войсками района Хуайдун, «к монгольским войскам в Хэбэе для обсуждения дел».
Сведений о самом Чжао Хуне практически нет. Он упоминается у Чжоу Ми как «и-лэй чжи Чжао Хун», то есть «Чжао Хун другой расы»; он принадлежал, видимо, к некитайскому населению империи Сун, представители которого при переходе на службу к китайцам получали фамилию сунских императоров — Чжао. На основании текста Мэн-да бэй-лу предполагается что в 1220 году Чжао Хун побывал у монголов, затем, в 1221 г., посетил в Яньцзине (Пекин) го-вана Мухали, наместника Чингис-хана в северокитайских землях.

## Содержание
Мэн-да бэй-лу представляет собой не путевые заметки с указанием дат, как, например, Си-ю цзи Чан-чуня, а отчёт, разбитый согласно определённому плану, на разделы: «Основание государства», «Начало возвышения татарского владетеля», «Название династии и годов правления», «Князья и царевичи», «Полководцы и заслуженные чиновники», «Доверенные министры», «Военное дело», «Коневодство», «Провиант», «Военные походы», «Система должностей», «Нравы и обычаи», «Военное снаряжение и оружие», «Послы», «Жертвоприношения», «Женщины», «Пиры, танцы и музыка». Несмотря на небольшой объём сочинения, в нём описаны практически все сферы жизни монголов, и в этом смысле описание является полным.

## Русские переводы
Первый перевод Мэн-да бэй-лу на русский язык был выполнен в 1857 году В. П. Васильевым и издан под заглавием «Записка о Монголо-Татарах» в IV части Трудов Восточного Отделения Русского Археологического Общества (1859). Перевод Васильева не лишён ошибок и неточностей, на что указывал уже французский востоковед П. Пеллио (1878—1945). «Записка о Монголо-Татарах» является, по сути, не точным переводом, а пересказом источника. Несмотря на это, на протяжении долгого времени работа В. П. Васильева представляла собой единственный перевод Мэн-да бэй-лу и использовалась историками, не владеющими китайским языком, в частности, В. В. Бартольдом и Б. Я. Владимирцовым.
В 1975 году был опубликован труд Н. Ц. Мункуева (Мэн-да бэй-лу («Полное описание монголо-татар») / Пер. Н. Ц. Мункуева. — М.: Наука, 1975.), являющийся переводом работы Ван Го-вэя Мэн-да бэй-лу цзянь-чжэн («Исследование и комментарий к Мэн-да бэй-лу») — текста источника, снабжённого подробными комментариями китайского учёного.